# 格明德 (克恩頓州)

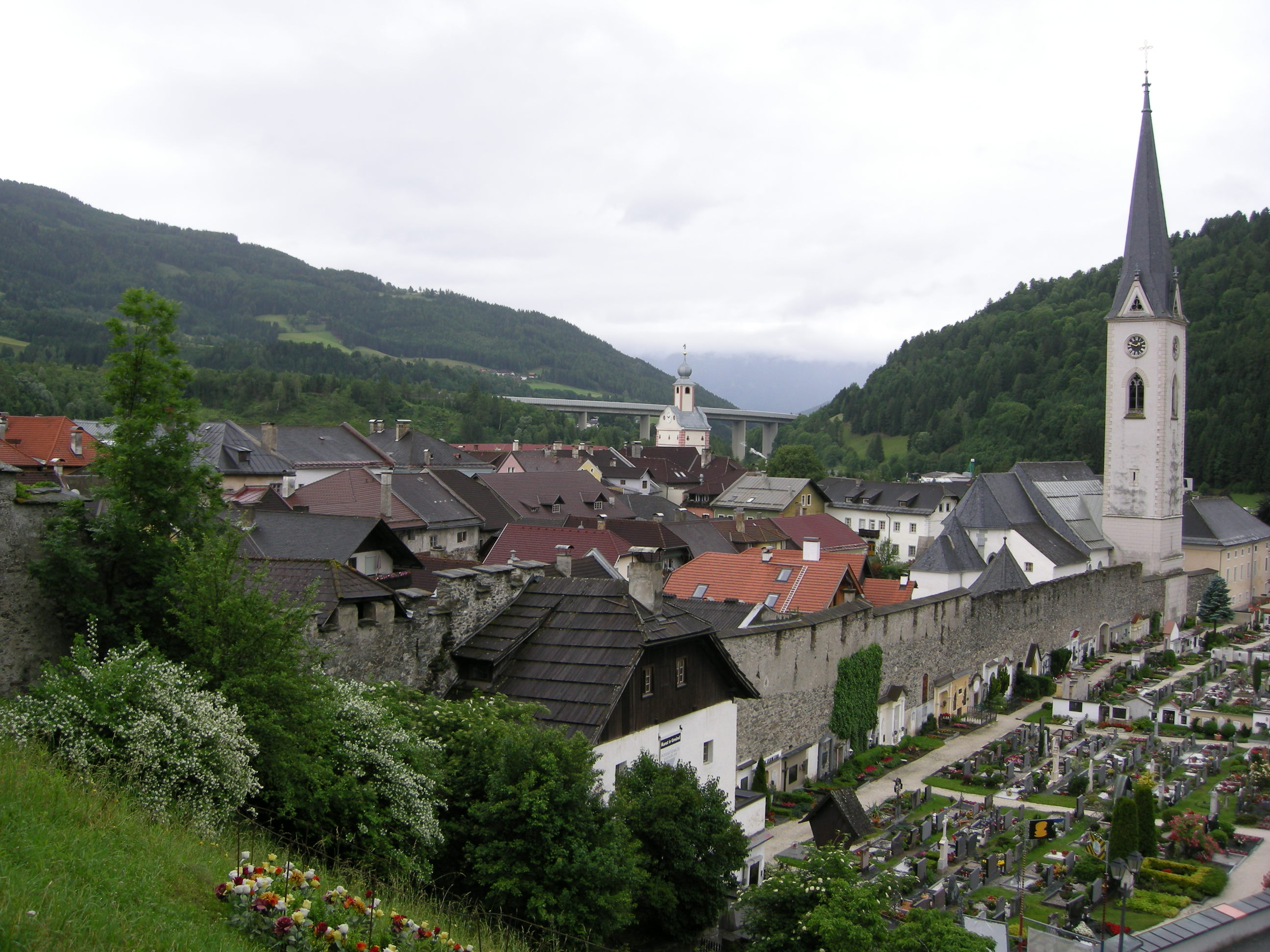

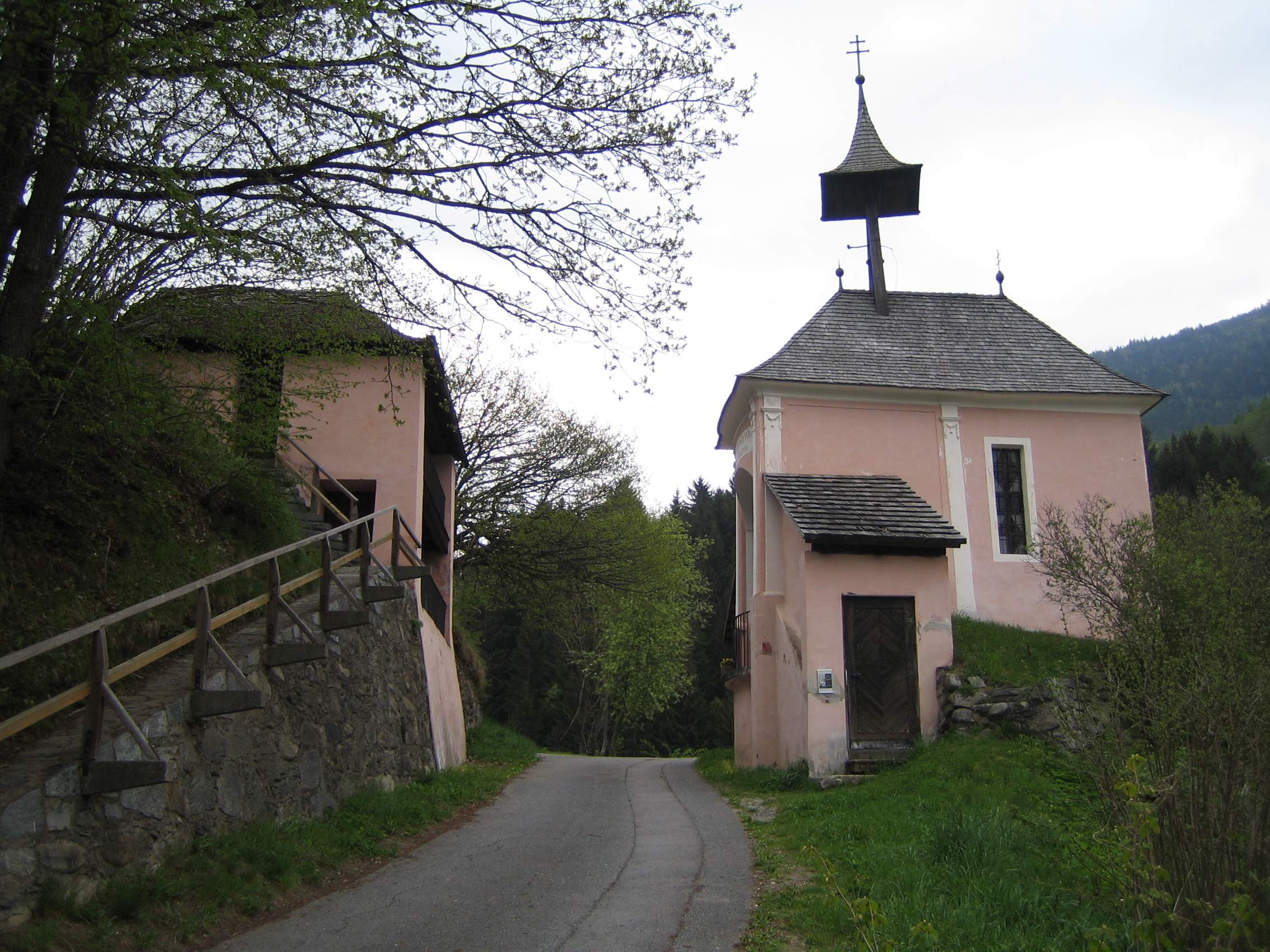

格明德是奧地利的城鎮，由克恩頓州負責管轄，面積31.59平方公里，最高點海拔高度741米，鎮上有保時捷汽車博物館和建於十三世紀的中世紀城堡，2012年人口5,376。

## 外部連結
- Official website （页面存档备份，存于）
- Porsche Automuseum Helmut Pfeifhofer （页面存档备份，存于） （德文）
- "Visita al museo Porsche a Gmund, in Carinzia" by Fulvio Gubiani （页面存档备份，存于） （意大利文）